# Улица Маяковского (Рязань)
Улица Маяко́вского (в генеральном плане Вторая улица, до 1940 г. — Хлебная, Липецкая и Курганская улицы) — улица на территории старого города в Советском районе города Рязани. Начинается от улицы Новой и выходит на площадь Владимира Ленина. Названа в 1940 году в честь 10-летия со дня смерти Владимира Маяковского.
Построена и спроектирована в рамках Первого генерального плана города от 1780 года. Нумерация домов начинается от улицы Циолковского.

## Расположение
Улица Маяковского расположена в центре старого города, который в свою очередь является частью Советского района. Начинается от площади перед заводом Счётно-аналитических машин, которую пересекает улица Новая. Далее Маяковского пересекают улицы Колхозная, проезд Машиностроителей, улица Сергея Есенина с бульваром, Введенская, на которой расположена площадь Мичурина, Свободы. Далее улица проходит над Лыбедским бульваром через Липецкий мост. После моста к ней примыкают улицы Пролетарская, Кудрявцева, и Краснорядская. Улица заканчивается площадью Ленина. Нумерация домов начинается от улицы Новой. Параллельно ей проходят улицы Чапаева-Яхонтова, Фрунзе и Горького.
Территориально, улица относится к Центральной части Советского района.

## История
В средние века на месте северной части современной улицы располагалась Чернопосадская слобода, входившая в территорию Верхнего городского посада. Южнее начинались выгонные поля, луга и огороды. К востоку от современной улицы примыкали Стрелецкая и Ямская слободы.
В 1780 году Рязань получает первый генеральный план. Старые деревянные улицы города перестраивают по новой, симметричной квартальной сетке, модной для того времени. Верхний посад выше Лыбеди превращается в Московскую часть города, Нижний — в Астраханскую. В Московской части была устроена обширная Хлебная площадь — здесь планировалось организовать торговлю мукой, зерном и дровами. Западную границу площади оформляла Вторая улица, которая двигалась от площади к самой южной границе города. Большинство обозов с зерном и мукой приходило на Хлебную площадь именно по ней, в то время как обозы с дровами и «мещёрским» промыслом шли со стороны Соборной улицы. Поэтому довольно быстро Вторая улица получила название Хлебной. Её ансамбль начали застраивать каменными особняками зажиточные купцы, поэтому жители улицы считались одними из самых зажиточных в Рязани.
Начиная от перекрёстка с Маломещанской (современной Кудрявцева) начиналась Липецкая улица, названная в честь небольшой липовой рощи, росшей когда-то в долине Лыбеди. Через саму реку был построен деревянный мост. Неподалёку в 1798 году возвели каменную Екатерининскую церковь. Чуть позже ряжом с ней был вырыт обширный напорный пруд, для хранения речной воды.
Южнее Лыбеди брала своё начало Курганская улица, которая двигалась на юг, до самой границы города — Ряжской улицы. Курганская улица пересекала её, и поворачивая на юго-восток, шла до самой Рюминой рощи. Улица была названа по одной из усадеб, расположенной на ней. На перекрёстке Курганской и Введенской находилась одноимённая площадь с церковью.
Застройка Курганской и Липецкой улиц была значительнее беднее Хлебной — дома и усадьбы здесь были уже деревянные, двухэтажных домов было меньше.
В 1806 году на перекрёстке Липецкой и Гостиной улиц рязанский купец меценат, надворный советник П. А. Мальшин построил богадельню для престарелых солдат и инвалидов. Строительство было завершено в 1809 году. В 1832 году во время визита в Рязань, император Николай I переименовал учреждение в Рязанский инвалидный дом имени П. А. Мальшина.
Торговля на Хлебной и Липецкой улице процветала. Хлебная площадь достаточно быстро превратилась в основной торговый центр города. Вскоре, места на ней стало не хватать и купцы начали перемещаться на соседние улицы. На Мясницкой улице сосредоточились торговцы мясом, а на параллельной Липецкой — молочными продуктами. Здесь можно было найти молоко, сметану, творог и сливочное масло. Дела шла бойко даже в будние дни. В базарные дни сюда стекались крестьяне со всей округи, заезжали за товаром купцы из Коломны и Москвы, рынок процветал.
После Октябрьской революции все три улицы сохранили свои нейтральные названия. Торговлю с Хлебной площади убрали уже к середине 1920-х годов, и перенесли её на место бывшего молочного рынка на Липецкой улице. С это момента рынок стал называться рязанским, а позднее колхозным и центральным. В 1930-е годы его территория была благоустроена — появилось два входа с каменными пропилеями, выполненными в классическом стиле. Екатерининская церковь, оказавшаяся на территории рынка была закрыта и преобразована под торговые учреждения.
Затем приступили к давно обозначенным планам по благоустройству Лыбедского бульвара. Изрядно заросший и обмелевший к тому времени Екатерининский пруд был спущен, а на его месте организован стадион спортивного общества «Динамо». Также был благоустроен участок Лыбедского бульвара между улицами Липецкой и Горького.
4 июня 1940 года в связи с 10-летием со дня смерти поэта Владимира Маяковского, улицы Хлебная, Липецкая и Курганская были объединены в одну и получили новое название. В 1946 году в створе новой большой улицы началось строительство корпусов завода Счётно-аналитических машин и нескольких кварталов жилых домов для работников предприятия.
В начале 1950-х годов строительство на улице было продолжено. Стадион был переименован в «Спартак» и существенно достроен — у него появились каменные трибуны и пропилеи центрального входа. Рядом было выстроено здание спортивной школы, был заново построен мост через Лыбедь. По улице была запущена линия городского троллейбуса. На перекрёстке Маяковского и Краснорядской улиц был построен главный корпус Рязанского медицинского института, а напротив него — двухэтажное здание Центрального универмага.
В 1960-х годах было разрушено здание Введенской церкви — вместо него была организована круглая площадь. Она получила имя в честь арендовавшего когда-то в этом районе дом, селекционера И. В. Мичурина. Здесь строится научно исследовательский институт «Нефтехиммашсистемы», областное управление министерства внутренних дел, и здание управления архитектуры и градостроительства горисполкома.
В 1970-е годы начинается новый этап благоустройства улицы. Центральный рынок получает обширное здание, застраивается многоэтажными домами перекрёсток с улицей Есенина. 

## Архитектура

### Здания
№ 1А Комплекс завода Счётно-аналитических машин
Был основан 29 января 1946 года для производства высокоточных механических приборов. Первоначально выпускал шрифты для пишущих машинок. В 1948 году приступил к изготовлению арифметических машин, с 1960-х годов механические машины сменяются электронными. С 1970 по 1990 годы завод выпускает самый известный советский кассовый аппарат «Ока».
№ 41 Мальшинская богадельня
Одна из лучших построек зрелого классицизма в России, принадлежит к числу наиболее выдающихся архитектурных построек Рязани Здание выстроено в 1806—1809 году предположительно по проекту И. Ф. Руска. Построил его на собственные деньги рязанский меценат, откупщик, надворный советник и купец 1-й гильдии П. А. Мальшин для размещения престарелых солдат и инвалидов. Во время Отечественной войны 1812 года в здании был открыт госпиталь. В 1832 году император Николая I во время визита в Рязань переименовал учреждение в Инвалидный дом имени П. А. Мальшина.
№ 44 Спортивный комплекс «Спартак»
Строительство комплекса началось в начале 1930-х годов на месте заросшего и обмелевшего Екатерининского пруда. Пруд был спущен, а на его дне появилось поле и трибуны стадиона спортивного общества «Динамо». В 1950-е годы стадион был реконструирован: трибуны заменены на каменные, появляется классическая входная группа и благоустроенная набережная реки. Рядом была построена спортивная школа, ледовый стадион, Липецкий мост. В 1959 году на обновлённом стадионе прошло выступление первого секретаря Н. С. Хрущёва.
№ 48 Екатерининская церковь
Первое здание церкви было построено в 1667—1669 годах архитектором Успенского собора Рязанского Кремля — Яковом Бухвостовым. В 1789 году храм был перестроен под современны вид. Неподалёку от него был устроен напорный пруд, для хранения речной воды. Церковь оказалась на территории размещённого неподалёку городского рынка, и была закрыта в 1935 году. Некоторое время в её здании размещалась контора Облпотребсоюза, а затем магазины.
№ 30А Центральный рынок
№ 105 Химический корпус медицинского университета

## Транспорт
По улице Маяковского проходит маршрут 16-го троллейбуса с конечной остановкой на площади Мичурина и автобусов № 15, 20, 21, 24, 27, 77, 78.
| Маршруты общественного транспорта на улице Маяковского | Маршруты общественного транспорта на улице Маяковского | Маршруты общественного транспорта на улице Маяковского | Маршруты общественного транспорта на улице Маяковского           |
| Остановка общественного транспорта                     | Троллейбусы                                            | Автобусы                                               | Примечание                                                       |
| ------------------------------------------------------ | ------------------------------------------------------ | ------------------------------------------------------ | ---------------------------------------------------------------- |
| Медицинский университет                                | 16                                                     | 15, 20, 21, 24, 27, 77                                 | Химический корпус РГМУ                                           |
| Центральный рынок                                      | 16                                                     | 15, 20, 21, 24, 27, 77, 88                             |                                                                  |
| Стадион «Спартак»                                      | 16                                                     | 15, 20, 21, 24, 27, 88                                 | Остановки в сторону пл. Мичурина нет. Выход на Лыдебский бульвар |
| Площадь Мичурина                                       | 16                                                     | 15, 20, 21, 24, 27, 77, 88                             |                                                                  |
| Улица Маяковского                                      | —                                                      | 20, 21, 27, 88                                         |                                                                  |